# Campionato balcanico maschile di pallacanestro 1984
Il 26º Campionato Balcanico Maschile di Pallacanestro, si è disputato ad Atene, in Grecia, tra il 26 e il 28 dicembre 1984.

## Risultati
|    | Nazionale  | G | V | P | PF  | PS  | Diff. |
| -- | ---------- | - | - | - | --- | --- | ----- |
| 1. | Bulgaria   | 3 | 2 | 1 | 217 | 208 | +9    |
| 2. | Jugoslavia | 3 | 2 | 1 | 226 | 220 | +6    |
| 3. | Grecia     | 3 | 1 | 2 | 231 | 240 | -9    |
| 4. | Romania    | 3 | 1 | 2 | 212 | 218 | -6    |

## Classifica finale
| -  | Paese      | Formazione |
| -- | ---------- | ---------- |
|    | Bulgaria   |            |
|    | Jugoslavia |            |
|    | Grecia     |            |
| 4. | Romania    |            |